# Entzheim
Entzheim (deutsch Enzheim) ist eine französische Gemeinde mit 2520 Einwohnern (Stand 1. Januar 2021) im Département Bas-Rhin in der Region Grand Est (bis 2015 Elsass). Die Gemeinde liegt im Arrondissement Strasbourg und im Kanton Lingolsheim.
Im Jahr 1674 fand dort die Schlacht bei Enzheim statt. Auf der Gemarkung von Entzheim liegt der weitaus größte Teil des internationalen Flughafens von Straßburg.

## Bevölkerungsentwicklung
| Jahr      | 1962 | 1968 | 1975 | 1982 | 1990 | 1999 | 2007 | 2014 |
| Einwohner | 944  | 1153 | 1092 | 1173 | 1796 | 1855 | 1796 | 2138 |

## Verkehr
Entzheim liegt an der Bahnstrecke Strasbourg–Saint-Dié. Der Bahnhof Entzheim-Aéroport wird von TER-Zügen von und nach Strasbourg, Molsheim, Obernai, Barr und Saint-Dié bedient.

## Weblinks

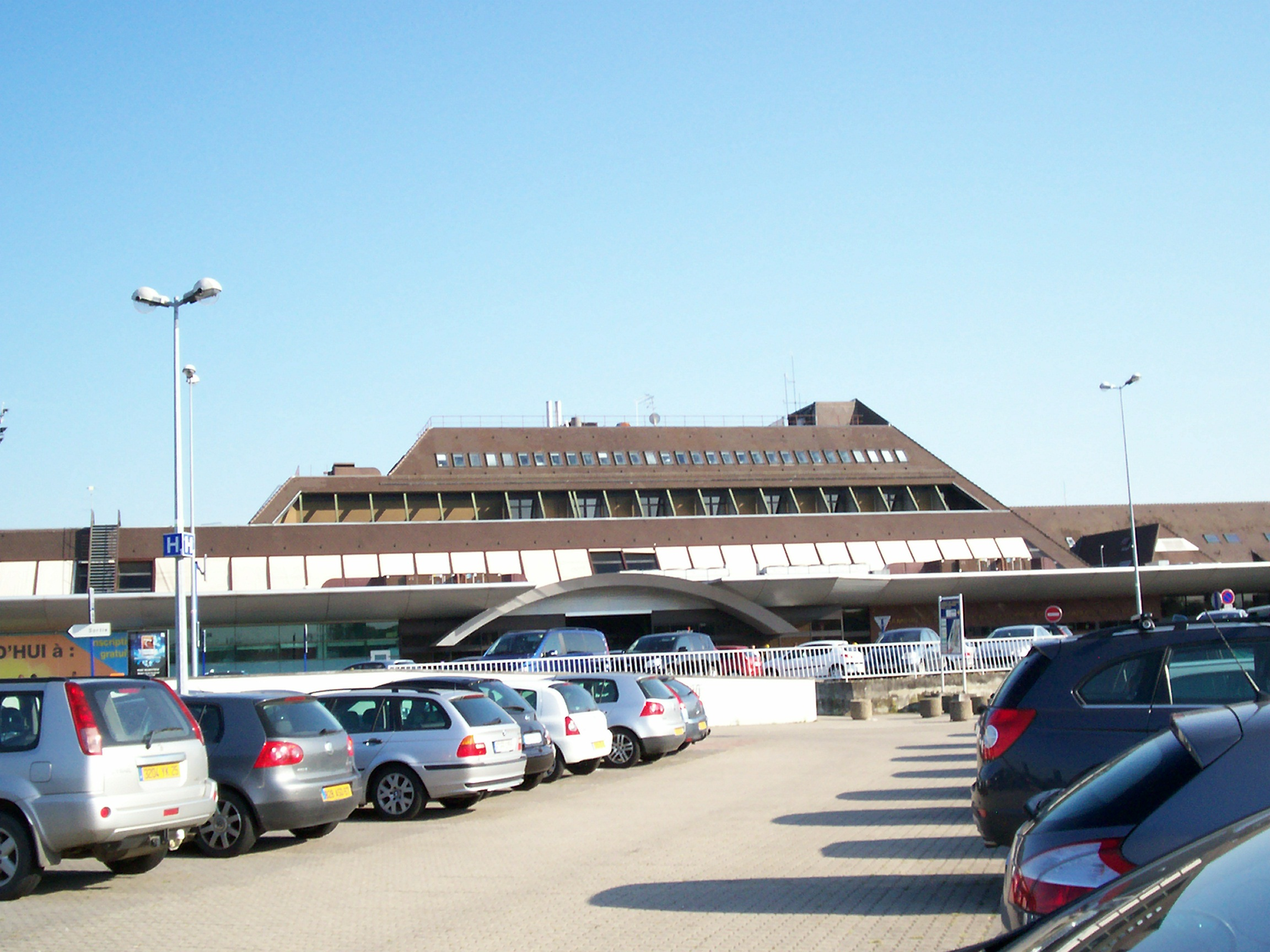
Flughafen Straßburg